# 사방치기

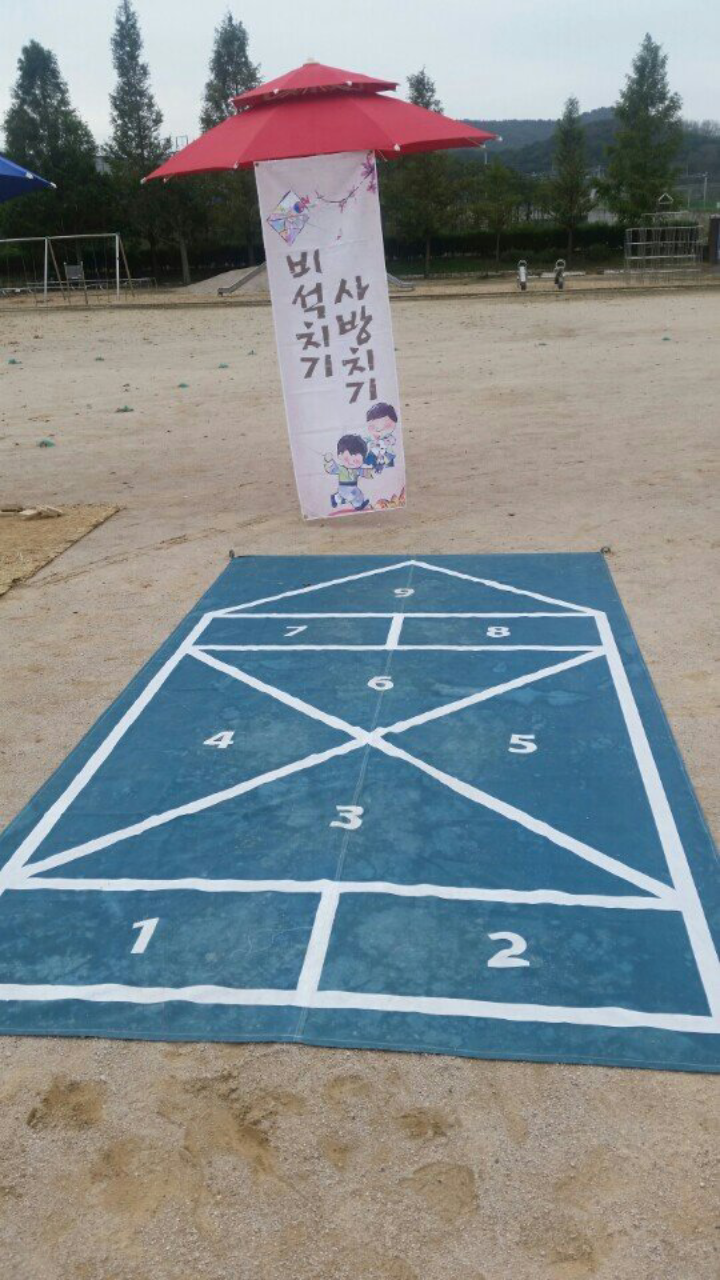
사방치기

사방치기(hopscotch, 石けり, 跳房子)는 혼자서 또는 여럿이 할 수 있는 놀이이다. 땅에 사방치기 판 모양을 그어 놓고 번호 또는 순서를 매긴다. 판의 한 칸에 납작한 돌멩이 따위의 작은 물체를 던져 넣고 사각형들 사이를 팔짝팔짝 뛰어 그 물체를 도로 가져오는 놀이이다. 규칙은 순서를 정해 돌멩이 등의 물체를 던져서 돌멩이가 있는 칸과 선을 밟으면 안되는 것이다. 돌아오는 길에 돌멩이를 다시 가지고 돌아오면 한 단계가 끝이 난다. 모든 칸에서 성공하면 승리한다.
브리타니아의 로마군이 방패와 창을 들고 무장한 병사의 힘, 지구력, 균형 감각을 높이기 위한 훈련법에서 유래하였다. 일본에는 19세기 말에 전해졌고 20세기 초에 교토지방에서 유행하였다.

## 망 줍기
지방에 따라서는 애기낳기·엿차·새밭뛰기·일이삼사 등의 이름으로도 불리는데, 『조선의 민속놀이』에서는 돌멩이를 밖으로 차내는 망 차기놀이와 구분되게 ‘망 줍기’라고 한다.

## 세계의 사방치기

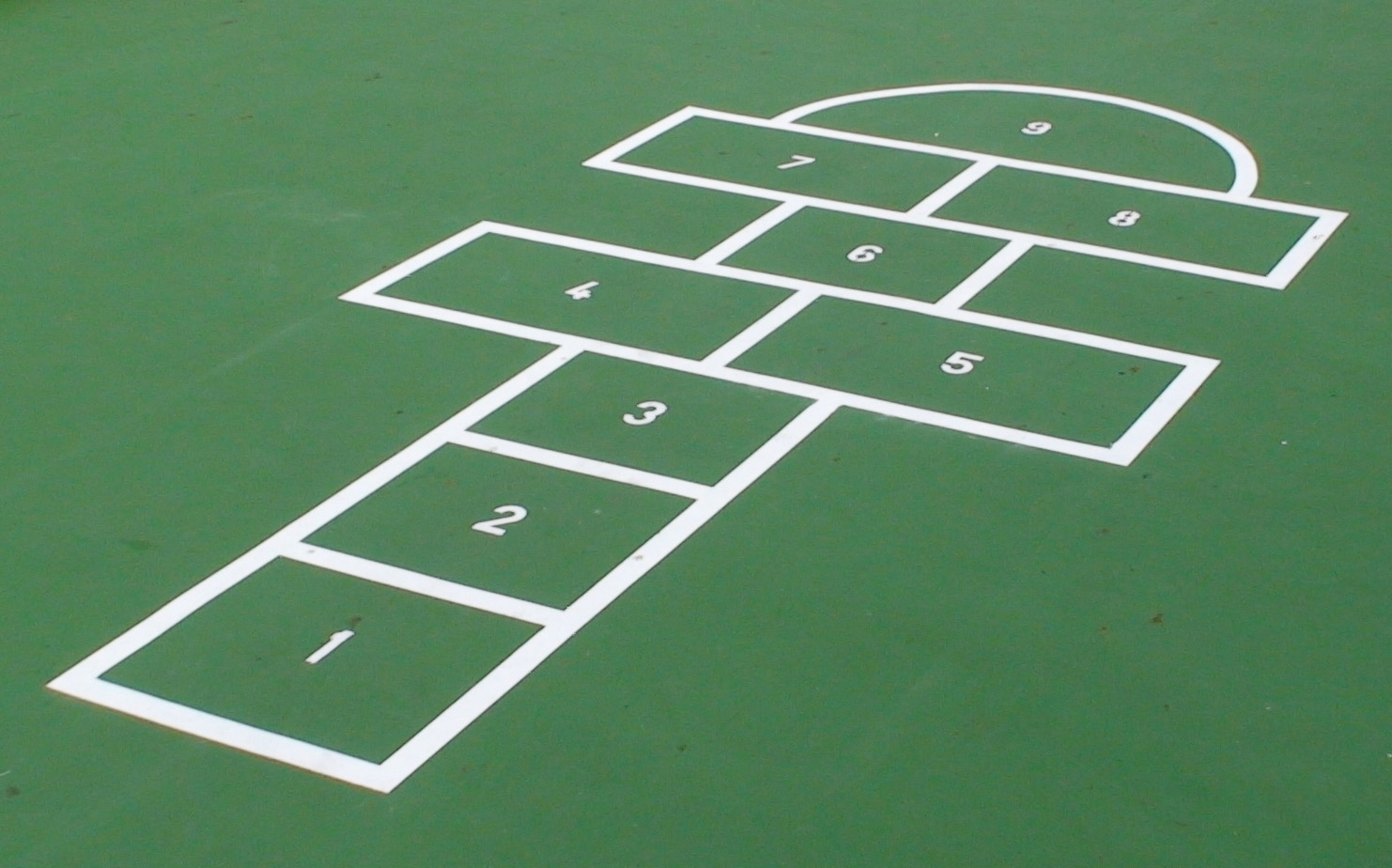
TiuFeiKei(Hopscotch) pattern
Hopscotch pattern
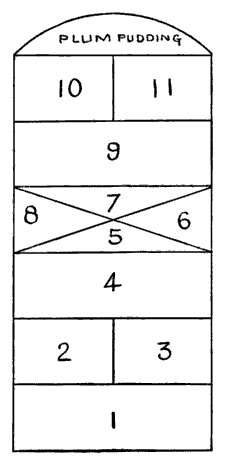
Hopscotch pattern
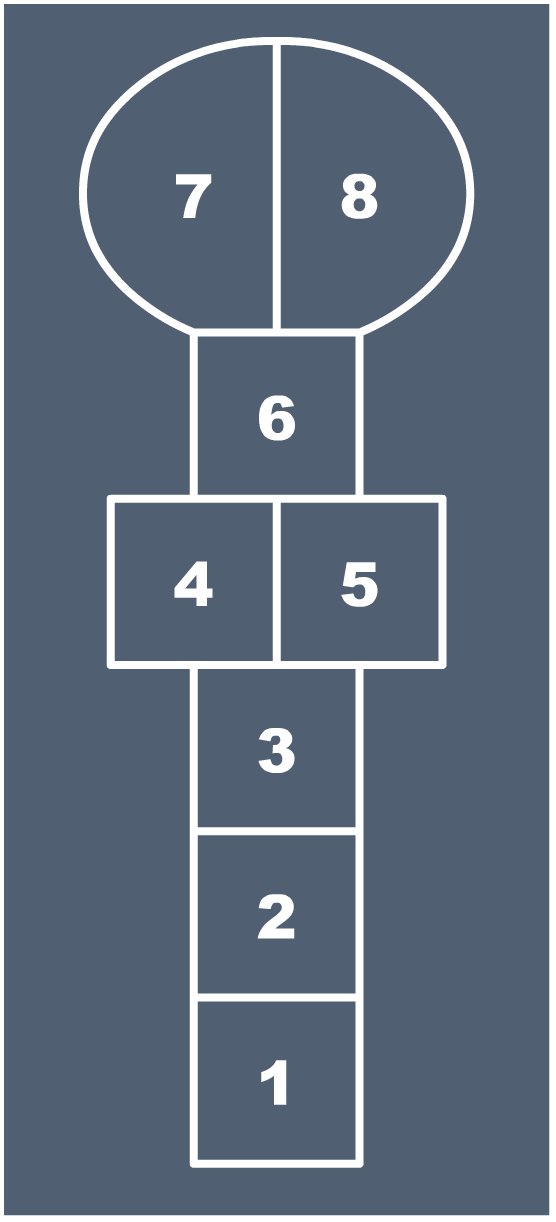
Hopscotch pattern
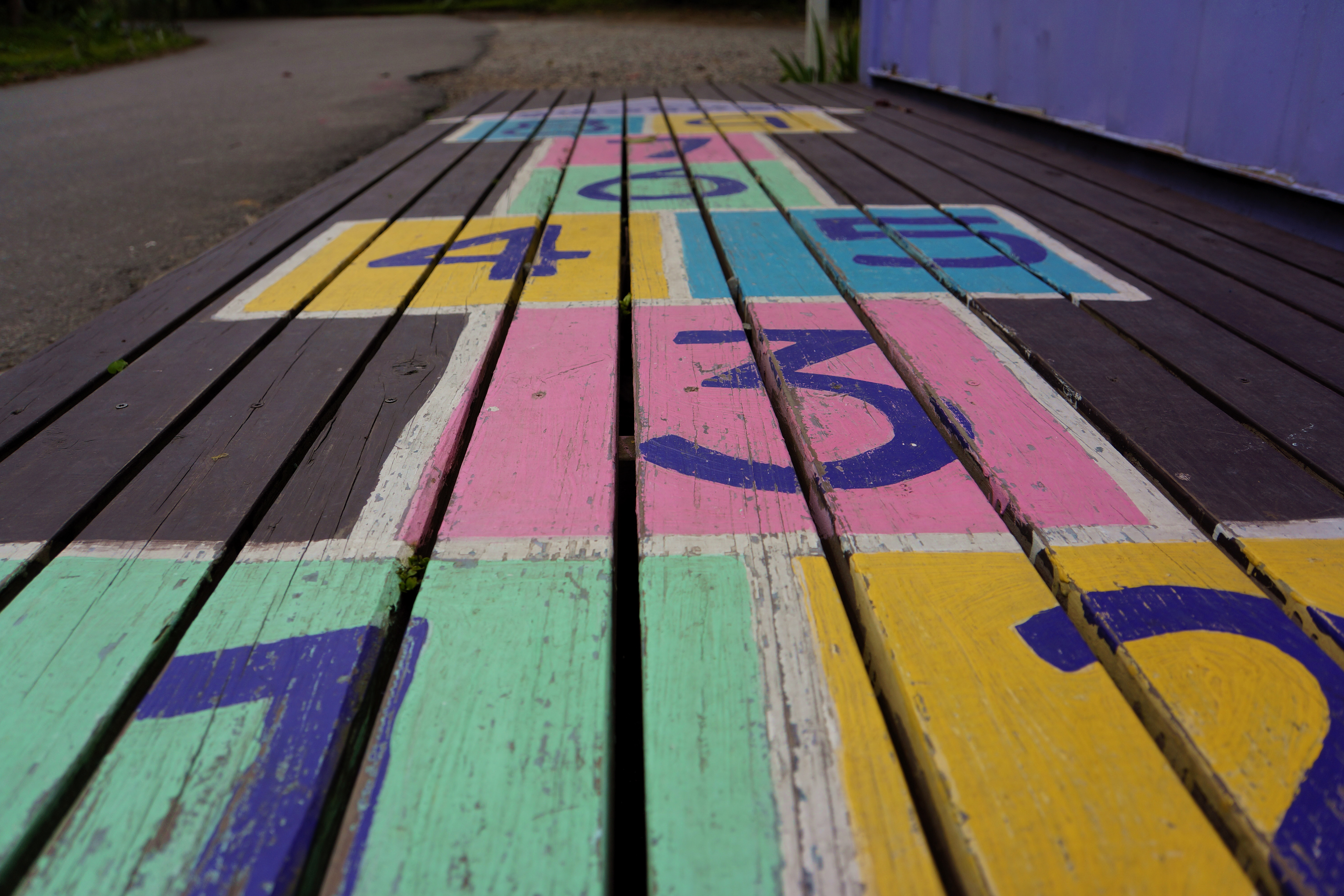
跳房子 Hopscotch
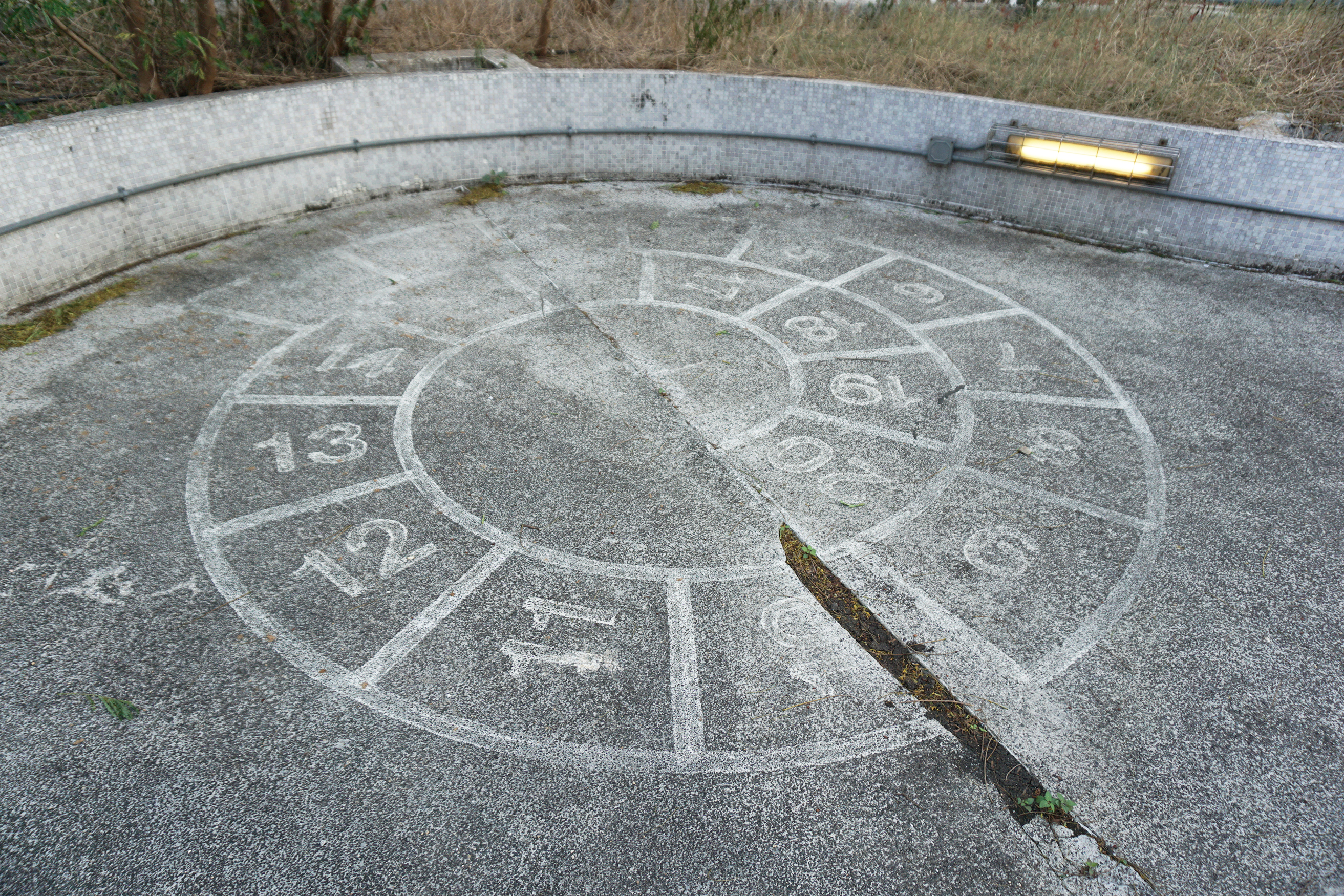
Hopscotch snail pattern

## 세계 기록
가장 빠른 사방치기의 현 기네스북 세계 기록 보유자는 애슈리타 퍼먼으로, 그 시간은 1분 8초이다. 그 밖에 다양한 사방치기 관련 기록이 있다.